# André Kana-Biyik
André Kana-Biyik   (Sackbayémé, 1 de setembre de 1965) és un exfutbolista camerunès de la dècada de 1990.
Fou internacional amb la selecció de futbol del Camerun amb la qual participà en la Copa del Món de futbol de 1990 i 1994.
Pel que fa a clubs, destacà a FC Metz i Le Havre AC.